# Cypria opthalmica
Cypria opthalmica är en kräftdjursart som först beskrevs av Louis Jurine 1820.
Cypria opthalmica ingår i släktet Cypria och familjen Candonidae. Arten är reproducerande i Sverige.